# Tor kulkarnii
Tor kulkarnii är en fiskart som beskrevs av Menon 1992. Tor kulkarnii ingår i släktet Tor och familjen karpfiskar. IUCN kategoriserar arten globalt som starkt hotad. Inga underarter finns listade i Catalogue of Life.